# Lista dos 100 maiores discos do rock argentino pela Rolling Stone Argentina
Este artigo traz a Lista com os 100 maiores discos do rock argentino elaborada pela revista Rolling Stone da Argentina em 2007. Ela foi elaborada computando-se votos de um jurado composto por 180 pessoas notáveis, incluindo músicos, produtores musicais, críticos musicais, jornalistas, fotógrafos e diversos membros da industria discográfica.
Em 2013, a mesma revista fez uma atualização de sua lista.

## A Lista
| Lista de 2007 1. Manal, Manal 1970 2. Patricio Rey y sus Redonditos de Ricota, Oktubre 1986 3. Sumo, Divididos por la felicidad 1985 4. Almendra, Almendra 1969 5. Divididos, La era de la boludez 1993 6. Moris, Treinta minutos de vida 1970 7. Soda Stereo, Canción animal 1990 8. Andrés Calamaro, Alta suciedad 1997 9. Pappo’s Blues, Vol. 2 1972 10. Charly García, Piano Bar 1984 11. Fito Páez, El amor después del amor 1992 12. Vox Dei, La Biblia 1971 13. Los Twist, La dicha en movimiento 1983 14. Babasónicos, Jessico 2001 15. Serú Girán, La grasa de las capitales 1979 16. Virus, Superficies de placer 1987 17. Pescado Rabioso, Pescado 2 1973 18. Los Violadores, Los Violadores 1983 19. Los Fabulosos Cadillacs, El león 1992 20. Sumo, Llegando los monos 1986 21. León Gieco, De Ushuaia a La Quiaca 1985/86 22. Luis Alberto Spinetta, Kamikaze 1982 23. Soda Stereo, Signos 1986 24. Charly García, Yendo de la cama al living 1982 25. Pappo’s Blues, Vol. 1 1971 26. Invisible, El jardín de los presentes 1976 27. Los Abuelos de la Nada, Vasos y besos 1983 28. Andrés Calamaro, Honestidad brutal 1999 29. Sui Generis, Pequeñas anécdotas sobre las instituciones 1974 30. Don Cornelio y la Zona, Don Cornelio y la Zona 1987 31. Patricio Rey y sus Redonditos de Ricota, ¡Bang! ¡Bang!… Estás liquidado 1989 32. David Lebón, David Lebón 1973 33. Los Auténticos Decadentes, Mi vida loca 1995 34. Los Gatos, Los Gatos 1967 35. Ratones Paranoicos, Los chicos quieren rock 1988 36. Illya Kuryaki and the Valderramas, Chaco 1995 37. Pedro y Pablo, Conesa 1972 38. Almendra, Almendra 2 1970 39. Pappo's Blues, Vol. 3 1973 40. Sumo, After chabón 1987 41. Fito Páez, Ciudad de pobres corazones 1987 42. Todos Tus Muertos, Dale aborigen 1994 43. Miguel Abuelo, Miguel Abuelo & nada 1975 44. Aquelarre, Aquelarre 1972 45. Catupecu Machu, El número imperfecto 2004 46. Litto Nebbia, Melopea 1974 47. Color Humano, Vol. 3 1974 48. Daniel Melero, Conga 1988 49. La Pesada del Rock and Roll, Billy Bond y La Pesada del Rock and Roll 1971 50. Arco Iris, Sudamérica o el regreso a la aurora 1972 51. V8, Luchando por el metal 1983 52. Virus, Wadu Wadu 1981 53. Los Encargados, Silencio 1986 54. Tanguito, Tango 1973 55. Pedro y Pablo, Yo vivo en esta ciudad (single) 1970 56. Riff, Contenidos 1982 57. Babasónicos, Trance zomba 1994 58. Andrés Calamaro, Nadie sale vivo de aquí 1989 59. Spinetta-Páez, La la la 1986 60. Los Brujos, Fin de semana salvaje 1991 61. Fun People, The art(e) of Romance 1999 62. Ataque 77, El cielo puede esperar 1990 63. Invisible, Invisible 1974 64. Sui Generis, Vida 1972 65. Hermética, Ácido argentino 1991 66. Serú Girán, Bicicleta 1980 67. Spinetta Jade, Bajo Belgrano 1983 68. Divididos, Narigón del siglo 2000 69. La Máquina de Hacer Pájaros, Películas 1977 70. Los Visitantes, Salud universal 1992 71. La Renga, Despedazado por mil partes 1996 72. Peligrosos Gorriones, Peligrosos Gorriones 1993 73. Litto Nebbia, Muerte en la catedral 1992 74. Crucis, Los delirios del mariscal 1977 75. Almafuerte, Mundo guanaco 1995 76. Los Piojos, Tercer arco 1996 77. Massacre, Sol lucet omnibus 1997 78. Flopa Manza Minimal, Flopa-Manza-Minimal 2003 79. Cerati-Melero, Colores santos 1992 80. Fito Páez, Giros 1985 81. Las Pelotas, Esperando el milagro 2003 82. Los Abuelos de la Nada, Los Abuelos de la Nada 1982 83. Bersuit Vergarabat, Libertinaje 1998 84. Gustavo Santaolalla, Santaolalla 1982 85. Intoxicados, No es sólo rock & roll 2003 86. Patricio Rey y sus Redonditos de Ricota, Luzbelito 1996 87. PorSuiGieco, PorSuiGieco 1976 88. Gustavo Cerati, Ahí vamos 2006 89. La Portuaria, Escenas de la vida amorosa 1991 90. El Otro Yo, Abrecaminos 1999 91. León Gieco, Mensajes del alma 1992 92. Los Gatos, Rock de la mujer perdida 1970 93. 2 Minutos, Valentín Alsina 1994 94. Estupendo, Bistró Málaga 1994 95. Fricción, Consumación o consumo 1986 96. Juan Carlos Baglietto, Tiempos difíciles 1982 97. Man Ray, Perro de playa 1991 98. Roque Narvaja, Octubre, mes de cambios 1991 | Lista de 2013 1. Luis Alberto Spinetta (acreditado a Pescado Rabioso) Artaud 1973 2. Charly García Clics modernos 1983 3. Manal Manal 1970 4. Patricio Rey y sus Redonditos de Ricota Oktubre 1986 5. Sumo Divididos por la felicidad 1985 6. Almendra Almendra 1970 7. Divididos La era de la boludez 1993 8. Pappo’s Blues Vol. 2 1972 9. Soda Stereo Canción animal 1990 10. Andrés Calamaro Alta suciedad 1997 11. Moris Treinta minutos de vida 1970 12. Charly García Piano Bar 1984 13. Fito Páez El amor después del amor 1992 14. Vox Dei La Biblia 1971 15. Los Twist La dicha en movimiento 1983 16. Babasónicos Jessico 2001 17. Serú Girán La grasa de las capitales 1979 18. Virus Superficies de placer 1987 19. Pescado Rabioso Pescado 2 1973 20. Los Violadores Los Violadores 1983 21. Los Fabulosos Cadillacs El león 1992 22. León Gieco De Ushuaia a La Quiaca 1985/86 23. Sumo Llegando los monos 1986 24. Luis Alberto Spinetta Kamikaze 1982 25. Soda Stereo Signos 1986 26. Charly García Yendo de la cama al living 1982 27. Pappo’s Blues Vol. 1 1971 28. Invisible El jardín de los presentes 1976 29. Los Abuelos de la Nada Vasos y besos 1983 30. Andrés Calamaro Honestidad brutal 1999 31. Sui Generis Pequeñas anécdotas sobre las instituciones 1974 32. Don Cornelio y la Zona Don Cornelio y la Zona 1987 33. Patricio Rey y sus Redonditos de Ricota ¡Bang! ¡Bang!… Estás liquidado 1989 34. David Lebón David Lebón 1973 35. Los Auténticos Decadentes Mi vida loca 1995 36. Ratones Paranoicos Los chicos quieren rock 1988 37. Los Gatos Los Gatos 1967 38. Illya Kuryaki & the Valderramas Chaco 1995 39. Pedro y Pablo Conesa 1972 40. Almendra Almendra 2 1970 41. Pappo’s Blues Vol. 3 1973 42. Sumo After chabón 1987 43. Fito Páez Ciudad de pobres corazones 1987 44. Todos Tus Muertos Dale aborigen 1994 45. Miguel Abuelo Et nada 1975 46. Aquelarre Aquelarre 1972 47. Catupecu Machu Cuentos decapitados 2000 48. Tanguito Tango 1973 49. Litto Nebbia Melopea 1974 50. Gustavo Cerati Fuerza natural 2009 51. Color humano Color humano 1974 52. Billy Bond y La Pesada del Rock and Roll Billy Bond y La Pesada del Rock and Roll 1971 53. Arco Iris Sudamérica o el regreso a la aurora 1972 54. V8 Luchando por el metal 1983 55. Virus Wadu Wadu 1981 56. Los Encargados Silencio 1986 57. Babasónicos Infame 2003 58. Riff Contenidos 1982 59. La Renga Despedazado por mil partes 1996 60. Andrés Calamaro Nadie sale vivo de aquí 1989 61. Attaque 77 El cielo puede esperar 1990 62. Spinetta-Páez La la la 1986 63. Los Brujos Fin de semana salvaje 1991 64. Los Piojos Tercer arco 1996 65. Invisible Invisible 1974 66. Sui Generis Vida 1972 67. Hermética Ácido argentino 1991 68. Serú Girán Bicicleta 1980 69. Divididos Narigón del siglo… 2000 70. Los Pericos Big yuyo 1992 71. Massacre El mamut 2007 72. Los Visitantes Salud universal 1992 73. La Máquina de Hacer Pájaros Películas 1977 74. Fun People The art(e) of Romance 1999 75. Peligrosos Gorriones Peligrosos Gorriones 1993 76. Las Pelotas Esperando el milagro 2003 77. Leo García Mar 2001 78. Rata Blanca Magos, espadas y rosas 1990 79. Intoxicados No es sólo rock & roll 2003 80. Cerati-Melero Colores santos 1992 81. Cienfuegos NS/NC 1998 82. Bersuit Vergarabat Libertinaje 1998 83. 2 Minutos Valentín Alsina 1994 84. Los Abuelos de la Nada Los Abuelos de la Nada 1982 85. Fito Páez Giros 1985 86. Patricio Rey y sus Redonditos de Ricota Luzbelito 1996 87. El Otro Yo Abrecaminos 1999 88. Los Auténticos Decadentes Sigue tu camino 2003 89. Litto Nebbia Muerte en la catedral 1973 90. Flopa-Manza-Minimal Flopa-Manza-Minimal 2003 91. Estelares Sistema nervioso central 2006 92. Los Cafres Instinto 1995 93. A.N.I.M.A.L. El nuevo camino del hombre 1996 94. Fricción Consumación o consumo 1986 95. Miranda! Sin restricciones 2004 96. Fabiana Cantilo Detectives 1985 97. Él Mató a un Policía Motorizado Un millón de euros 2006 98. Lucas Martí Simplemente 2005 99. Los Gatos Rock de la mujer perdida 1970 100. Mimí Maura Raíces de pasión 2001 |

## Dados Estatísticos

### QUantidade de Álbuns por Década
| Lista de 2007 - 1967-1969 - 1 - 1970-1979 - 31 - 1980-1989 - 32 - 1990-1999 - 29 - 2000-2007 - 7 | Lista de 2013 - 1967-1969 - 1 - 1970-1979 - 27 - 1980-1989 - 29 - 1990-1999 - 27 - 2000-2009 - 16 |

## Ver Também
- Os 100 maiores hits do rock argentino pela Rolling Stone e MTV